# ATC H – Szisztémás hormonkészítmények (a nemi hormonok kivételével)
Az ATC H – Szisztémás hormonkészítmények a gyógyszerek anatómiai, gyógyászati és kémiai osztályozási rendszerének (ATC) egyik fő csoportja.
| ATC H   | Szisztémás hormonkészítmények, a nemi hormonok kivételével |
| ------- | ---------------------------------------------------------- |
| ATC H01 | Hipofízis-hormonok, hipotalamusz-hormonok és analógjaik    |
| ATC H02 | Szisztémás kortikoszteroidok                               |
| ATC H03 | Pajzsmirigy-terápia                                        |
| ATC H04 | Hasnyálmirigy-hormonok                                     |
| ATC H05 | Kalcium-homeosztázis                                       |